# Dzwonkówka niebieskoszara

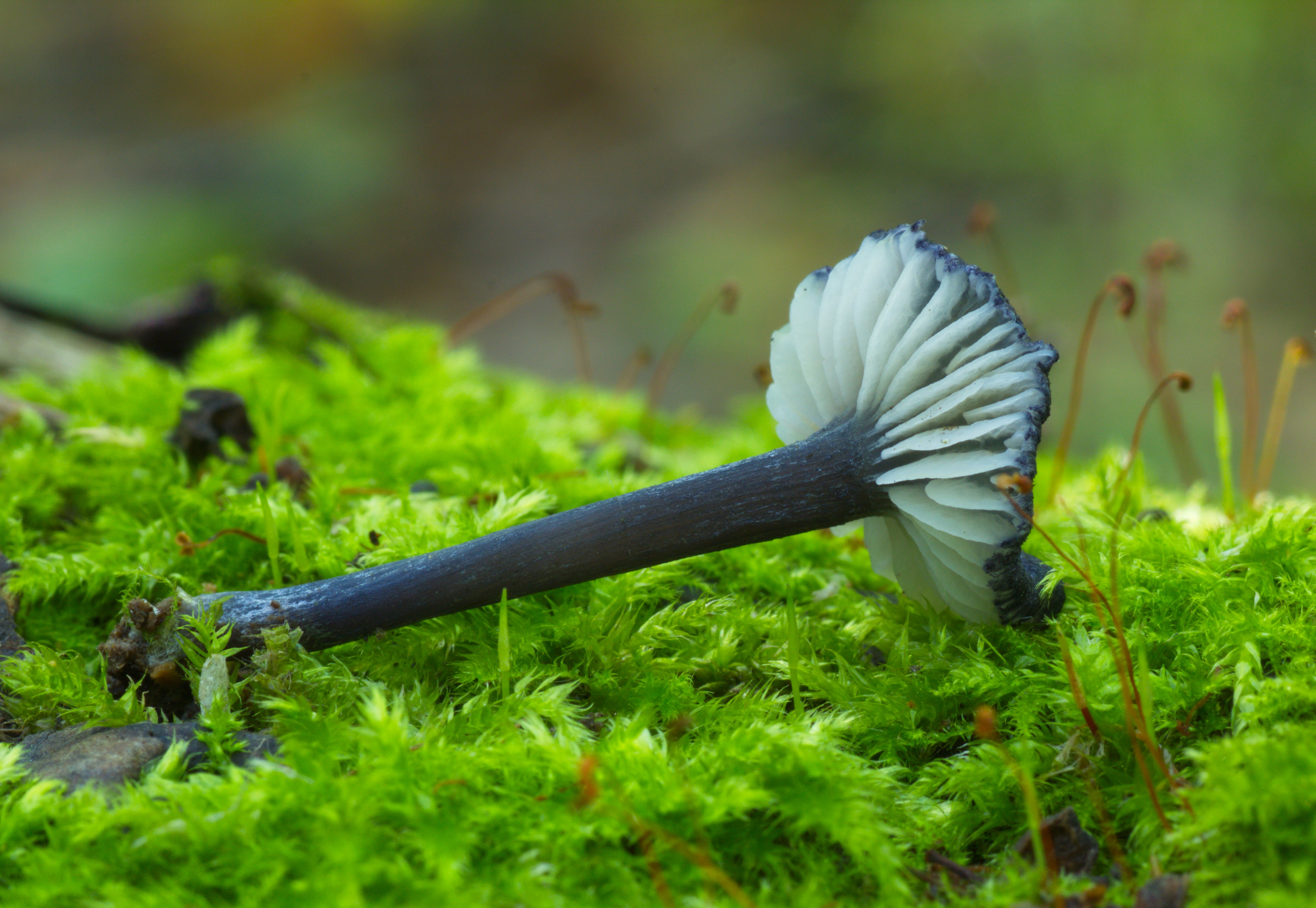

Dzwonkówka niebieskoszara (Entoloma chytrophilum Wölfel, Noordel. & Dähncke) – gatunek grzybów z rodziny dzwonkówkowatych (Entolomataceae).

## Systematyka i nazewnictwo
Pozycja w klasyfikacji według Index Fungorum: Entoloma, Entolomataceae, Agaricales, Agaricomycetidae, Agaricomycetes, Agaricomycotina, Basidiomycota, Fungi.
Po raz pierwszy opisali go w 2001 r. Wölfel, Noordel. & Dähncke. Holotyp: na korze sosny w donicy z Cymbidium na Wyspach Kanaryjskich.
Polską nazwę podał M.S. Wilga – odkrywca pierwszego stanowiska tego gatunku na terenie Polski.

## Morfologia
Kapelusz
O średnicy 1,5–2 cm, w stanie dojrzałym płasko rozpostarty z niewielkim wklęśnięciem na środku. Powierzchnia w stanie suchym ciemnoszaroniebieska, w stanie wilgotnym prawie czarna i pokryta bardzo drobnymi łuseczkami. Jest niehigrofaniczny; w stanie wilgotnym nieprzeźroczysty, blaszki nie prześwitują przez kapelusz.
Blaszki
Rzadkie, dość szerokie, przyrośnięte, czasami rozwidlające się przy brzegu kapelusza. U młodych owocników białawe, u starszych brązowawe.
Trzon
Centralny, walcowaty, o wysokości około 2 cm i grubości około 2 mm. Jest pokryty bardzo drobnymi, niebieskimi łatkami, przy podstawie często ze strzępkami białej grzybni.
Miąższ
O bardzo silnym zapachu podobnym do zapachu pieprznika jadalnego (Cantharellus cibarius).
Cechy mikroskopowe
Zarodniki różnią się od zarodników większości gatunków dzwonkówek, są bowiem niekanciaste, lecz wydłużone, kanciasto-guzowate o wymiarach: 8,8–12,0 × 6,2–7,0 µm (Gierczyk i Soboń 2012) lub 8,5-11,5 × 6,0–7,0 µm (Wölfel i Noordeloos 2001). Podstawki ze sprzążkami. Cystyd brak. Strzępki w skórcekapelusza równolegle do powierzchni, o wzniesionych końcach, szerokie, cylindryczne, wrzecionowate lub prawie kuliste.

## Występowanie i siedlisko
Dzwonkówka niebieskoszara odkryta została w 2001 r. na Wyspach Kanaryjskich. Jej owocniki wyrastały na korze sosny wypełniającej donicę ze storczykiem Cymbidium. Kora ta pochodziła z Europy, stanowisko na Wyspach Kanaryjskich było więc antropogeniczne. Jest gatunkiem bardzo rzadkim, ale prawdopodobnie dość szeroko rozprzestrzenionym. W Europie do tej pory potwierdzono jego występowanie tylko w Polsce, ale występuje także w Azji (Syberia, Ałtaj). W Polsce po raz pierwszy stwierdzono występowanie tego gatunku w 2010 r. w Lasach Oliwskich w Trójmiejskim Parku Krajobrazowym, w 2011 r. znaleziony został w Sudetach. W 2013 r. znaleziono nowe stanowisko w Lasach Oliwskich. Inne stanowiska w Polsce podaje internetowy atlas grzybów. Według tej publikacji dzwonkówka niebieskoszara znajduje się w rejestrze gatunków zagrożonych i chronionych.
Saprotrof. Rozwija się na próchniejącym drewnie i szyszkach drzew iglastych, ale jego grzybnię stwierdzono także na próchniejącym drewnie buka.